# Вайсч (вулкан)
Гора Вайсч (англ. Mount Waesche) — гора вулканічного походження в Західній Антарктиді, в Землі Мері Берд. Належить до типу щитових вулканів, друга за висотою вершина антарктичного хребта Виконавчого комітету. Має висоту 3292 м. Вкрита снігом і льодом гора, одна з п'яти згаслих вулканів гірського масиву, розташована за 25 км на південний захід від гори Сідлей і за 234 км на захід — південний захід від гори Фрейкс (група гір Крері).
Гора була відкрита полярними дослідниками експедиції «Антарктичної програми Сполучених Штатів» (USAP), при обльоті прибережної частини Землі Мері Берд 15 грудня 1940 року і названа на честь адмірала Рассела Р. Вайсча, командира берегової охорони Сполучених Штатів, члена «Виконавчого комітету USAP». 
При детальному досліджені вулкана було встановлено, що він не проявляв вулканічної активності протягом останніх 10 000 років, хоча ці дослідження не дають остаточного підтвердження, що вулкан повністю згас.